# Odder (ciudad)
Odder es una localidad de Dinamarca, ubicada en el este de Jutlandia, a 4 km de la costa del Kattegat. Es la capital y mayor localidad del municipio homónimo, con 11.407 habitantes en 2013. Su población representa aproximadamente la mitad del total municipal. 

## Historia
El nombre de la localidad aparece por primera vez en 1363 como Oddræth. La primera raíz, od, significa "punta". La segunda raíz, ræth, es de significado incierto. Odder fue una aldea junto al pequeño río del mismo nombre. El ferrocarril llegó en 1884. Fue así como Odder creció, se desarrolló y se industrializó, al tiempo que se convertía en un centro comercial local. La línea Aarhus-Odder-Hov fue la primera en inaugurarse, y sería clausurada en 1977. Otra línea fue Horsens-Odder (1904-1967). Desde 1977, la única conexión por trenes es con Aarhus. Odder es sede del municipio homónimo desde 1970.
A principios del siglo XXI, la economía de Odder depende principalmente del comercio y los servicios, si bien existen empresas de diseño gráfico y de la industria del mueble.

## Cultura
la iglesia de Odder es de arquitectura románica y data del siglo XII. Su retablo dorado medieval se encuentra actualmente en el Museo Nacional de Dinamarca.
Odder cuenta con gymnasium, biblioteca pública y una universidad popular. Hay también un museo, el Museo de Odder, ubicado en un antiguo molino de agua junto al río. Fue establecido en ese sitio en 1956 y está dedicado a la historia local desde la Edad Media. En 2011 se fusionó con el Museo Moesgård de Aarhus.
Al sureste de la localidad se encuentra Rathlousdal, un palacio privado cuyo edificio principal data de mediados del siglo XVIII. Sus tierras incluyen terrenos de cultivo y bosques, de los cuales casi 500 ha han sido decretadas como zona protegida.
El Jardín Ecológico de Odder es un espacio dedicado a difundir la producción de alimentos orgánicos.
Hay festivales musicales anuales, como Hysten Festival y Odder Byfest.